# جيمس فوستر (لاعب كريكت)
جيمس فوستر (15 أبريل 1980 في المملكة المتحدة - ) (بالإنجليزية: James Foster)‏ هو لاعب كريكت بريطاني. شارك مع منتخب إنجلترا للكريكت. أما مع النوادي، فقد لعب مع نادي مقاطعة ساسكس للكريكت ‏ وDurham University Centre of Cricketing Excellence ‏ ونادي مارليبون للكريكت ‏.

## وصلات خارجية
- جيمس فوستر (لاعب كريكت) على موقع إي آس بي آن كريك إنفو (الإنجليزية)